# Plumboferrita
La plumboferrita, llamada también ferroplumbita, es la forma mineral de un óxido múltiple de composición Pb2(Fe3+,Mn2+,Mg)11O19, también referido como  Pb2Fe3+11-xMn2+xO19-2x, x=1/3.
Descrito por vez primera por Igelström en 1881, su nombre alude a su composición, pues sus componentes principales son plomo (plumbum en latín) y hierro (ferrum).

## Propiedades
La plumboferrita es un mineral opaco, de color negro o negro rojizo y brillo metálico. Con luz reflejada su coloración es gris clara.
Tiene una dureza de 5 en la escala de Mohs y una densidad de 6,07 g/cm³.
Cristaliza en el sistema trigonal, clase trapezoedral.
Su contenido en Fe2O3 es de aproximadamente el 63% y en PbO el 34%. En menor medida están presentes MnO (más del 1%), FeO, MgO y CaO.
Es miembro del grupo mineralógico de la magnetoplumbita, óxidos cuya fórmula general corresponde a M12O19; además de la magnetoplumbita, pertenecen a este grupo barioferrita, hawthorneita, nežilovita y yimengita.

## Morfología y formación
La plumboferrita forma cristales tabulares gruesos de hasta 1 cm, cuyas direcciones dominantes son {1011} y {0001}, pudiendo llegar a desarrollar formas muy complejas. Son también frecuentes las masas exfoliables.
Se ha encontrado este mineral en yacimientos de hierro-manganeso que contienen plomo y que han experimentado metamorfismo.
Aparece asociado a hematita, jacobsita, magnesioferrita, lindqvistita, hedyphanita, svabita, barita, hematofanita, cobre, cuprita, calcita, andradita y flogopita.

## Yacimientos
La localidad tipo de la plumboferrita es la mina Jakobsberg, ubicada en Filipstad (Värmland, Suecia); este enclave es uno de los depósitos de hierro-manganeso llamados de tipo Långban por estar enriquecidos en plomo, bario, arsénico y antimonio.
Otros yacimientos de este mineral están en el valle del río Vrchlice (región de Bohemia Central, República Checa) y en Letmathe (Renania del Norte-Westfalia, Alemania).
Fuera de Europa se ha encontrado plumboferrita en Saint George Parish (Nueva Brunswick, Canadá) y en la mina Mammoth (Utah, Estados Unidos), antigua explotación de Cu-Au-Ag-Pb-Zn-As cuya mineralización data del plioceno.